# Långetjärnet (Ärtemarks socken, Dalsland)
Långetjärnet är en sjö i Bengtsfors kommun i Dalsland och ingår i Göta älvs huvudavrinningsområde.